# 파트리스 탈롱
파트리스 기욤 아타나즈 탈롱(프랑스어: Patrice Guillaume Athanase Talon, 1958년 5월 1일~)은 2016년 4월 6일부터 베냉의 대통령을 맡고 있는 베냉의 정치인이자 기업인이다.

## 어린 시절 및 경력
탈롱은 폰족 출신이며, 우이다에서 태어났고, 노예 상인의 후손이다. 그의 아버지는 우이다 출신이고, 어머니는 아보메의 게데베 가문 출신이다. 그는 세네갈의 다카르에서 바칼로레아 학위를 취득했다. 다카르 대학교에서 과학 학사 학위를 받은 후, 그는 파리에 있는 국립민간항공학교로 옮겨졌다. 조종사의 꿈으로, 탈롱은 의학적인 시험에 실패했고 이 꿈은 불가능하게 되었다.
1983년 탈롱은 포장과 농업 투입물을 거래하는 일에 관여하게 되었다. 1985년 베냉으로 돌아와 면화 생산자들에게 농업 투입물을 공급하는 인터콘티넨탈 유통 회사(SDI)를 설립했다. 1990년 서아프리카 국가들의 경제를 자유화하라는 세계은행의 권고에 따라 베냉은 면화 생산 사슬에서 철수할 것을 요구받았다. 탈롱은 베냉에 세 개의 면화 생산 공장을 세울 기회를 얻었다. 그는 또한 면화 산업에 참여한 것으로 "면화의 왕"으로 알려져 있다. 그는 베냉 정치 계층과의 관계로 제국을 건설했다.
그는 2006년과 2011년 선거에서 야이 보니 대통령의 선거 운동에 자금을 지원한 주요 재정 후원자 중 한 명이었다. 그의 회사인 베냉 컨트롤은 2009년에 소데코와 2011년에 PVI라는 두 개의 국가 소유 기업을 인수했다. 2011년 탈롱은 코토누 항구에서 코토누의 수입 관리를 받았다. 2012년, 그는 1800만 유로 이상의 세금을 횡령한 혐의를 받고 프랑스로 도피했다. 그는 야이 보니와 사이가 틀어졌고 그를 살해하려는 음모에 연루되었다는 혐의를 받았다. 그는 2014년에 사면되었다. 2015년 《포브스》는 탈롱을 사하라 이남 아프리카에서 15번째로 부유한 사람으로 선정했다.

## 대통령직
탈롱은 2016년 3월 대통령 선거에서 무소속 후보로 출마했다. 그는 제1차 투표에서 베냉의 총리 리오넬 잔수에 밀려 2위를 하였으나, 제2차 투표에서 65%의 득표율로 승리하였다. 잔수는 선거일 밤에 양보했다. 2016년 3월 25일 탈롱은 자신이 "최우선적으로 헌법 개혁에 임할 것"이라고 말하면서 "안일"과 싸우는 데 대통령들을 5년의 단 하나의 임기로 제한하는 자신의 계획을 논의하였다. 그는 또한 정부를 28명에서 16명으로 줄일 계획이라고 말했다.
탈롱은 2016년 4월 6일에 취임했다. 그의 정부 구성은 그날 늦게 발표되었다. 총리는 한 명도 없었고, 제2차 투표에서 탈롱을 지지했던 파스칼 쿠파키와 압둘라예 바이오찬 두 명의 패배한 대통령 후보가 각각 대통령직 사무총장과 기획개발부 장관에 임명됐다. 탈롱은 5년 안에 베냉의 재산을 늘리고 프랑스와의 관계를 개선하겠다고 약속했다. 그의 정책 목표 중 일부는 행정부의 권한을 줄이고 대통령의 임기를 5년 단임제로 제한하는 것이다. 그는 22명의 장관을 임명했는데, 그 중 4명은 여성이었다.
2017년 4월 4일, 국회는 대통령의 임기를 5년으로 제한하는 탈롱의 제안에 대한 국민투표로 이어질 수 있는 법안을 통과시키지 못했다. 83명으로 구성된 국회에서 63표가 통과되어야 했고, 법안은 60표를 받았다. 탈롱은 며칠 후 그 문제를 더 이상 추구하지 않을 것이라고 말했다. 그는 투표 결과가 슬프지만 민주주의에 대한 그의 헌신 때문에 그것을 존중한다고 말했다. 그는 2021년 재선 출마 여부에 대해 말을 아꼈지만, 결국 그가 출마할 것이 분명했다. 베냉의 민주적 명성은 탈롱의 대통령 임기 동안 쇠퇴했다. 법 개정은 대선 후보들이 16명의 국회의원의 지지를 필요로 한다는 것을 의미하며, 현재 거의 모든 의원들이 탈롱을 지지하는 정당의 의원들이다. 탈롱이 반대 없이 재선될 수 있다는 전망이 나왔다. 최종적으로 그는 86%의 득표로 재선되었다.
2018년에는 2016년 대선에서 3위를 차지한 상대 후보 세바스티앙 아자본이 "마약 밀매"와 "위조 및 사기" 혐의로 징역 25년을 선고받았다. 2021년 12월 몇몇 야당 인사들이 중형을 선고받았다. 전 법무부 장관 레크야 마두구는 "테러" 혐의로 20년형을, 법학 교수 조엘 아이보는 "돈세탁"과 "국가안보 훼손" 혐의로 10년형을 선고받았다. 언론인이자 교사인 프란시스 크파틴데에 따르면, 탈롱의 정책은 인권과 파업권의 감소로 이어졌다.

## 사생활
탈롱은 포르토노보 출신의 영부인 클로딘 베나뇽과 결혼하여 2명의 자녀를 두고 있다.

## 역대 선거 결과
| 선거명      | 직책명        | 대수 | 정당   | 1차 득표율 | 1차 득표수  | 2차 득표율 | 2차 득표수  | 결과 | 당락 |
| ----------- | ------------- | ---- | ------ | ---------- | ----------- | ---------- | ----------- | ---- | ---- |
| 2016년 선거 | 베냉의 대통령 | 8대  | 무소속 | 24.73%     | 746,528표   | 65.37%     | 2,030,941표 | 1위  |      |
| 2021년 선거 | 베냉의 대통령 | 8대  | 무소속 | 86.30%     | 1,982,534표 |            |             | 1위  |      |